# Wiszniawiec
Wiszniawiec (biał. Вішнявец, ros. Вишневец, Wiszniewiec) – wieś na Białorusi, w obwodzie witebskim, w rejonie szarkowszczyńskim, w sielsowiecie Bildziugi. W 2019 liczyła 49 mieszkańców.